# Czarni Tajowie

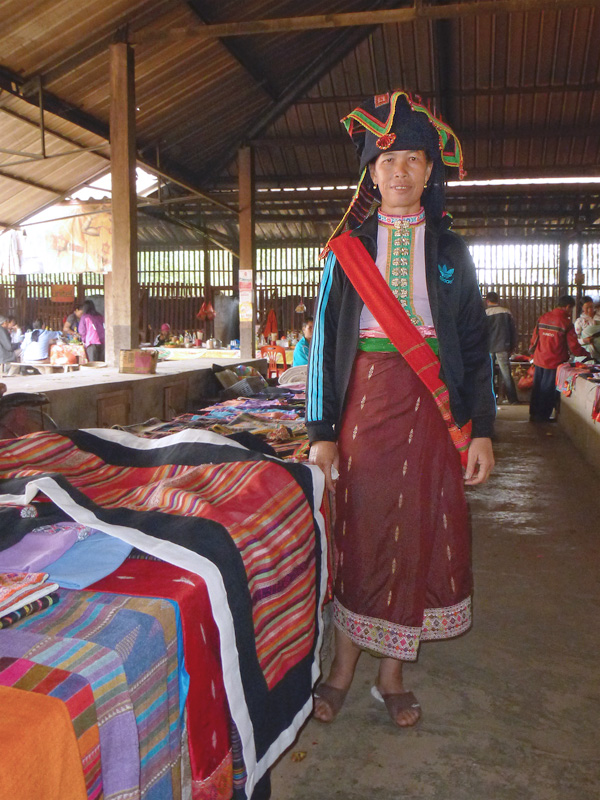
Poranny targ w Muang Sing, prowincja Luang Namtha, Laos. Kobieta z grupy etnicznej Thai Dam lub Black Thai.

Czarni Tajowie, Tai Dam (wiet. Thái Đen) – grupa etniczna zamieszkująca w większości na terytorium Wietnamu, a także w znacznie mniejszej liczbie w Laosie i Chinach. Posługują się językami tai dam oraz tai daeng, należącymi do grupy języków tajskich. W Wietnamie zaliczeni zostali wraz z Białymi Tajami do oficjalnie uznanej mniejszości narodowej Thái, natomiast w Chinach wraz z niektórymi innymi pokrewnymi grupami do mniejszości Dai. Zachowali tradycyjne wierzenia.
Nazwa „Czarni Tajowie” pochodzi od koloru spódnic i tradycyjnych nakryć głowy.